# Національний парк Аревік
Національний парк Аревік розташований на крайньому півдні Вірменії у Сюнікській області, на території південного відрогу Мегринського хребта, у басейнах річок Мегрі, Шванідзор і Нюваді на площі понад 34400 га. Створено в 2010 р. для збереження екосистеми регіону (широколистяних лісів, напівпустель, гірських степів, ялівцевих рідколісь, альпійських і субальпійських лук), рідкісних і зникаючих видів тварин, таких як передньоазіатський (перський) леопард, плямиста гієна, безоаровий козел, вірменський муфлон, бурий ведмідь, видра, улар каспійський, кавказький тетерев, вірменська гадюка та інші.
На території національного парку  трапляються понад 1500 видів рослин, мешкає близько 245 видів хребетних, 12 з яких занесені до Червоної книги Вірменії. Тут мешкає 34 види ссавців: перегузня, видра, вовк, лисиця, куниця та інші.

## Ресурси Інтернету
- Arevik National Park
- Position of «Arevik» National Park Deputy Head and Hunt Trophies Obtained in This Park — Compatible?